# Melocactus ernestii
Melocactus ernestii  es una especie de planta fanerógama de la familia Cactaceae. 

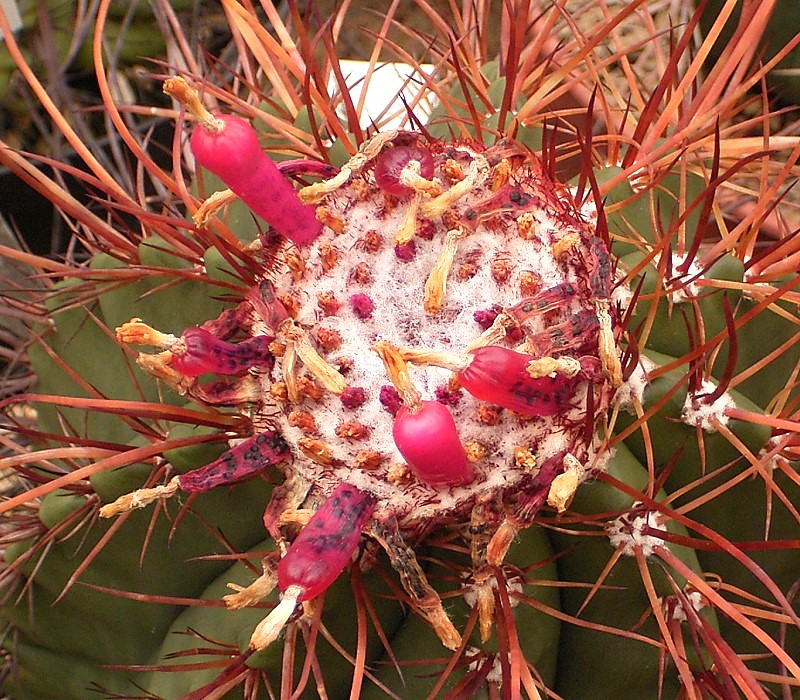
Detalle del cefalio

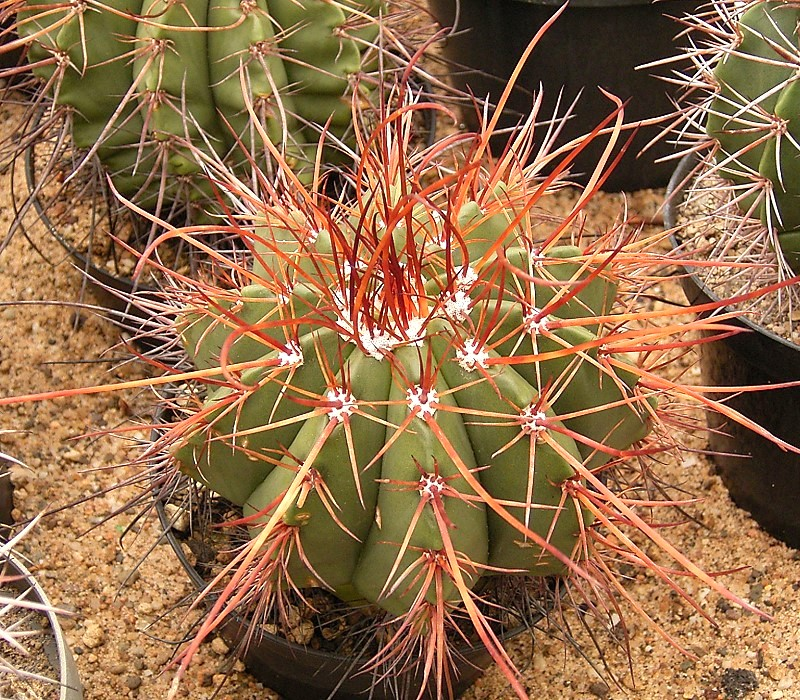
Vista de la planta

## Descripción
Melocactus ernestii es de color verde amarillento claro a verde oscuro, casi esférica a cilíndrica corta, la altura de la planta alcanza los 9 a 45 cm y un diámetro de 7 a 35 centímetros. Tiene 9 a 13 costillas  más o menos redondeadas, que tienen un borde ligeramente agudo. Las espinas son de color rojo y amarillo con bandas o rojizo o marrón. Con 3-8 espinas centrales,  inclinadas o  rectas, de 3.2 a 9 cm de longitud. Las 7 a 13 espinas radiales son rectas o curvas alcanzan una longitud de 4 a 15 centímetros. El cefalio con cerdas más o menos rosa y en la parte superior cubierto con lana blanca es raramente, hasta 18 centímetros de diámetro y alcanza hasta 8 pulgadas.
Las flores son magentas rosadas oscuras de 1,95 a 2,9 cm de largo y tienen un diámetro 9 a 18 milímetros. Las frutas de color rosa oscuro a rojo  son de 1,4 a 4,5 cm de largo.

## Distribución
Es endémica de Bahia y  Minas Gerais en Brasil.  Es una especie común en áreas localizadas.

## Taxonomía
Melocactus ernestii fue descrita por Friedrich Karl Johann Vaupel y publicado en Monatsschrift für Kakteenkunde 30: 8. 1920.
Etimología
Melocactus: nombre genérico, utilizado por primera vez por Tournefort, proviene del latín melo, abreviación de melopepo (término con que Plinio el Viejo designaba al melón). Se distingue de las demás cactáceas cilíndricas por tener un cefalio o gorro rojo, razón por la que los primeros españoles que llegaron a Sudamérica le llamaban "gorro turco".
ernestii: epíteto otorgado en honor del botánico Ernst H. G. Uhle (1854–1915).
Variedades
- Melocactus ernestii subsp. ernestii
- Melocactus ernestii subsp. longicarpus (Buining & Brederoo) N.P.Taylor

Sinonimia
| - Melocactus oreas - Melocactus erythrancanthus - Melocactus longicarpus - Melocactus florschuetzianus - Melocactus mulequensis - Melocactus azulensis | - Melocactus longispinus - Melocactus interpositus - Melocactus montanus - Melocactus nitidus - Melocactus neomontanus |